# Gare d'Ortaffa
La gare d'Ortaffa est une halte ferroviaire française, fermée, de la ligne d'Elne à Arles-sur-Tech, située sur le territoire de la commune d'Ortaffa, dans le département des Pyrénées-Orientales, en région administrative Occitanie.
Elle est mise en service en juin 1894 par la Compagnie des chemins de fer du Midi et du Canal latéral à la Garonne (Midi) et fermée au service des voyageurs en 1940 par la Société nationale des chemins de fer français (SNCF).

## Situation ferroviaire
Établie à 47 mètres d'altitude, la halte d'Ortaffa est située au point kilométrique (PK) 485,456 de la ligne d'Elne à Arles-sur-Tech, entre les gares d'Elne et de Brouilla.

## Histoire
La Compagnie des chemins de fer du Midi et du Canal latéral à la Garonne (Midi), annonce dans le Journal officiel de la République française du 11 juin 1894 l'ouverture d'une halte, dénommée d'Ortaffa, établie au passage à niveau numéro 4 entre les gares d'Elne et de Brouilla sur sa ligne d'Elne à Arles-sur-Tech. Elle est ouverte « au service des voyageurs sans bagages et des chiens accompagnés, en provenance ou à destination des stations d'Elne, Céret et stations intermédiaires, ainsi que de ou pour Perpignan ».